# Eaten Back to Life
Eaten Back To Life — дебютний студійний альбом американського дез-метал-гурту Cannibal Corpse. Виданий 17 серпня 1990 року лейблом Metal Blade Records. 

## Список композицій
Автор музики Cannibal Corpse. 
| #     | Назва                                  | Тривалість |
| ----- | -------------------------------------- | ---------- |
| 1.    | «Shredded Humans»                      | 5:11       |
| 2.    | «Edible Autopsy»                       | 4:32       |
| 3.    | «Put Them to Death»                    | 1:50       |
| 4.    | «Mangled»                              | 4:29       |
| 5.    | «Scattered Remains, Splattered Brains» | 2:34       |
| 6.    | «Born in a Casket»                     | 3:20       |
| 7.    | «Rotting Head»                         | 2:26       |
| 8.    | «The Undead Will Feast»                | 2:49       |
| 9.    | «Bloody Chunks»                        | 1:53       |
| 10.   | «A Skull Full of Maggots»              | 2:06       |
| 11.   | «Buried in the Backyard»               | 5:11       |
| 36:21 |                                        |            |

## Учасники запису
Cannibal Corpse
- Кріс Барнс — вокал, лірика
- Боб Русей — гітара
- Джек Оуен — гітара
- Алекс Вебстер — бас-гітара
- Пол Мазуркевич — ударні

Запрошені музиканти
- Глен Бентон — бек-вокал «Mangled» та «A Skull Full of Maggots»
- Френсіс Говард — бек-вокал «Mangled» та «A Skull Full of Maggots»